# Tour Championship 2023
Die Duelbits Tour Championship 2023 war ein Snookerturnier der Saison 2022/23, das vom 27. März bis 2. April ausgetragen wurde. Qualifiziert waren die Top 8 der Einjahresrangliste von der Championship League im Sommer 2022 bis zum WST Classic Mitte März. Erstmals war die Bonus Arena in Kingston upon Hull Austragungsort eines Snookerturniers.
Zum fünften Mal schloss die Tour Championship die Players Series ab. Vorausgegangene Turniere dieser Serie waren der World Grand Prix mit 32 und die Players Championship mit 16 Teilnehmern, ebenfalls bestimmt aus der jeweils geltenden Einjahresrangliste. Der Wett- und Spieleanbieter Duelbits war zum ersten Mal Sponsor dieser Serie.
Im Vorjahr hatte Neil Robertson das Turnier und die Gesamtserie gewonnen, er hatte sich in dieser Saison aber nicht wieder qualifiziert. Sieger wurde der Engländer Shaun Murphy, der seinen Landsmann Kyren Wilson im Finale mit 10:7 bezwang. Murphy war der dritte Spieler, der nacheinander die Players Championship und die Tour Championship gewonnen und sich damit auch den Sieg in der Duelbits Series gesichert hatte.

## Preisgeld
Die Preisgeldsumme blieb unverändert bei 380.000 £ und war damit bis auf die Breakprämie bei allen vorherigen Ausgaben gleich.
|                 | Preisgeld |
| --------------- | --------- |
| Sieger          | 150.000 £ |
| Finalist        | 60.000 £  |
| Halbfinalist    | 40.000 £  |
| Viertelfinalist | 20.000 £  |
| Höchstes Break  | 10.000 £  |
| Insgesamt       | 380.000 £ |

## Setzliste
Die Setzliste wurde basierend auf der Einjahresrangliste vom Saisonstart bis unmittelbar vor diesem Turnier ermittelt. Nachdem das Turkish Masters endgültig abgesagt werden musste, wurde noch kurzfristig vom 16. bis 22. März das WST Classic als neues Turnier organisiert, bei dem abschließend über die 8 Teilnehmer entschieden wurde. Mark Selby verbesserte sich durch den Turniersieg auf Platz 3, allerdings konnte kein Spieler außerhalb der Top 8 die Chance nutzen, sich noch zu qualifizieren.
| Rang | Spieler        | Gewinnsumme (£) |
| ---- | -------------- | --------------- |
| 1    | Mark Allen     | 530.500         |
| 2    | Shaun Murphy   | 240.000         |
| 3    | Mark Selby     | 215.500         |
| 4    | Ali Carter     | 203.500         |
| 5    | Kyren Wilson   | 179.000         |
| 6    | Ryan Day       | 159.000         |
| 7    | Robert Milkins | 157.500         |
| 8    | Ding Junhui    | 140.500         |

## Duelbits Series
Die Tour Championship entschied auch darüber, wer die von Duelbits gesponserte Players Series gewann. Für den besten Spieler aus drei Turnieren gab es eine Siegprämie von 100.000 £. Mit 295.000 £ gewann Shaun Murphy die höchste Gewinnsumme und sicherte sich so diese Prämie.
| Spieler        | Erzieltes Preisgeld in £ | Erzieltes Preisgeld in £ | Erzieltes Preisgeld in £ | Gesamtsumme |
| Spieler        | World Grand Prix         | Players Championship     | Tour Championship        | Gesamtsumme |
| -------------- | ------------------------ | ------------------------ | ------------------------ | ----------- |
| Shaun Murphy   | 20.000                   | 125.000                  | 150.000                  | 295.000     |
| Mark Allen     | 100.000                  | 10.000                   | 20.000                   | 130.000     |
| Kyren Wilson   | 7.500                    | 30.000                   | 60.000                   | 97.500      |
| Ali Carter     | 5.000                    | 50.000                   | 20.000                   | 75.000      |
| Ding Junhui    | 7.500                    | 10.000                   | 40.000                   | 57.500      |
| Mark Selby     | 5.000                    | 10.000                   | 40.000                   | 55.000      |
| Judd Trump     | 40.000                   | 10.000                   | –                        | 50.000      |
| Ryan Day       | 7.500                    | 15.000                   | 20.000                   | 42.500      |
| Robert Milkins | 5.000                    | 15.000                   | 20.000                   | 40.000      |
| Joe O’Connor   | 7.500                    | 30.000                   | –                        | 37.500      |

## Turnierplan
Die acht Teilnehmer aus der Einjahresrangliste ermittelten in drei Runden mit jeweils zwei Sessions pro Match und einem Match pro Tag den Turniersieger:
Mit dem Saisonbesten Mark Allen und Ali Carter schieden zwei Favoriten bereits in Runde 1 mit klaren Niederlagen aus. Im Duell der beiden Sieger setzte sich Kyren Wilson ebenfalls klar gegen Ding Junhui durch und zog ins Finale ein. Die anderen beiden Favoriten, Shaun Murphy und Mark Selby, waren zum Auftakt erfolgreich, auch wenn sie nicht so deutlich gewannen. Ihr direktes Aufeinandertreffen war dann das wechselafteste und knappste Match im Turnier. Eine 3:1-Führung von Selby wurde zu einem 6:4 für Murphy. Nach dem Ausgleich durch Selby zog Murphy sogar auf 9:6 davon, doch Selby erzwang mit 3 hohen Breaks den Entscheidungsframe. Das höchste Break im 19. Frame gelang dann Murphy, der so mit 10:9 gewann und das Finale komplettierte.
| Viertelfinale (Best of 19 Frames) 27.–30. März | Viertelfinale (Best of 19 Frames) 27.–30. März | Viertelfinale (Best of 19 Frames) 27.–30. März |    |              | Halbfinale (Best of 19 Frames) 31. März / 1. April | Halbfinale (Best of 19 Frames) 31. März / 1. April | Halbfinale (Best of 19 Frames) 31. März / 1. April |  |  | Finale (Best of 19 Frames) 2. April | Finale (Best of 19 Frames) 2. April | Finale (Best of 19 Frames) 2. April |
|                                                |                                                |                                                |    |              |                                                    |                                                    |                                                    |  |  |                                     |                                     |                                     |
| 1                                              | Mark Allen                                     | 5                                              |    |              |                                                    |                                                    |                                                    |  |  |                                     |                                     |                                     |
| 8                                              | Ding Junhui                                    | 10                                             |    |              |                                                    |                                                    |                                                    |  |  |                                     |                                     |                                     |
| 8                                              | Ding Junhui                                    | 10                                             | 8  | Ding Junhui  | 5                                                  |                                                    |                                                    |  |  |                                     |                                     |                                     |
|                                                |                                                |                                                | 8  | Ding Junhui  | 5                                                  |                                                    |                                                    |  |  |                                     |                                     |                                     |
|                                                | 5                                              | Kyren Wilson                                   | 10 |              |                                                    |                                                    |                                                    |  |  |                                     |                                     |                                     |
| 4                                              | 5                                              | Kyren Wilson                                   | 10 | Ali Carter   | 4                                                  |                                                    |                                                    |  |  |                                     |                                     |                                     |
| 4                                              |                                                |                                                |    | Ali Carter   | 4                                                  |                                                    |                                                    |  |  |                                     |                                     |                                     |
| 5                                              | Kyren Wilson                                   | 10                                             |    |              |                                                    |                                                    |                                                    |  |  |                                     |                                     |                                     |
| 5                                              | Kyren Wilson                                   | 10                                             | 5  | Kyren Wilson | 7                                                  |                                                    |                                                    |  |  |                                     |                                     |                                     |
|                                                |                                                |                                                |    | Kyren Wilson | 7                                                  |                                                    |                                                    |  |  |                                     |                                     |                                     |
|                                                | 2                                              | Shaun Murphy                                   | 10 |              |                                                    |                                                    |                                                    |  |  |                                     |                                     |                                     |
| 3                                              | 2                                              | Shaun Murphy                                   | 10 | Mark Selby   | 10                                                 |                                                    |                                                    |  |  |                                     |                                     |                                     |
| 3                                              |                                                |                                                |    | Mark Selby   | 10                                                 |                                                    |                                                    |  |  |                                     |                                     |                                     |
| 6                                              | Ryan Day                                       | 7                                              |    |              |                                                    |                                                    |                                                    |  |  |                                     |                                     |                                     |
| 6                                              | Ryan Day                                       | 7                                              | 3  | Mark Selby   | 9                                                  |                                                    |                                                    |  |  |                                     |                                     |                                     |
|                                                |                                                |                                                | 3  | Mark Selby   | 9                                                  |                                                    |                                                    |  |  |                                     |                                     |                                     |
|                                                | 2                                              | Shaun Murphy                                   | 10 |              |                                                    |                                                    |                                                    |  |  |                                     |                                     |                                     |
| 2                                              | 2                                              | Shaun Murphy                                   | 10 | Shaun Murphy | 10                                                 |                                                    |                                                    |  |  |                                     |                                     |                                     |
| 2                                              |                                                |                                                |    | Shaun Murphy | 10                                                 |                                                    |                                                    |  |  |                                     |                                     |                                     |
| 7                                              | Robert Milkins                                 | 8                                              |    |              |                                                    |                                                    |                                                    |  |  |                                     |                                     |                                     |

### Finale
Shaun Murphy kämpfte zuletzt mit gesundheitlichen Einschränkungen und war in den letzten Spielzeiten öfter aus den Top 8 herausgefallen. Zuletzt war er aber mit seinem Sieg bei der Players Championship zum zweitbesten Spieler der Saison geworden. Kyren Wilson war dagegen eine feste Größe in den Top 8, er hatte zu Saisonbeginn das European Masters gewonnen, ein großer Titel fehlte ihm allerdings noch in seiner Karriere.
Wilson, der im Halbfinale bereits mit 6 Centurys in einem Match für Aufsehen gesorgt hatte, startete mit 2 Centurys und 2 weiteren spielentscheidenden Breaks furios ins Finale. Doch nach der Zwischenpause kam auch Murphy zu hohen Breaks, er verkürzte schnell auf 3:4 und in einem umkämpften 8. Frame gelang ihm zum Sessionende der Gleichstand. Die Abendsession begann wechselhaft und der zweimaligen Führung von Wilson folgte unmittelbar der Ausgleich. Beim 6:6 hatte Wilson aber schon deutlich vorne gelegen und Murphy hatte den Frame noch gestohlen. Den Schwung nahm er in die nächsten beiden Frames mit und er konnte erstmals im Match selbst in Führung gehen. Wilson verkürzte zwar noch einmal auf 7:8, aber nach einem Beinahe-Century in Frame 16 stand Murphy nur noch einen Schritt vor dem Sieg. Den machte er mit zwei kleineren Breaks im nächsten Frame und vollendete damit zum 10:7. Es war der 11. Ranglistentitel in seiner Karriere.
| Finale: Best of 19 Frames Schiedsrichter/in: Małgorzata Kanieska Bonus Arena, Hull, England, 2. April 2023 |                |              |
| Kyren Wilson | 7:10           | Shaun Murphy |
| Nachmittagssession: 108:20 (108), 121:0 (84), 90:31 (62), 111:0 (111), 0:82 (75), 31:73 (70), 11:100 (75), 63:67 Abendsession: 74:14 (59), 0:131 (131), 67:15 (52), 56:64 (Wilson 56), 35:64, 0:115 (115), 65:32 (60), 0:109 (95), 13:76 |                |              |
| 111 | Höchstes Break | 131          |
| 2 | Century-Breaks | 2            |
| 8 | 50+-Breaks     | 6            |

## Century-Breaks
Sechs Spieler erzielten zusammen 22 Century-Breaks. Der Finalist Kyren Wilson spielte neun Breaks von 100 oder mehr Punkten und damit die größte Anzahl. Mit einem Maximum Break gelang Ryan Day das höchste Break.
| Ryan Day     | 147, 139                                    |
| Kyren Wilson | 137, 130, 118, 115, 111, 108, 107, 103, 100 |
| Mark Selby   | 132, 131, 106                               |
| Shaun Murphy | 131, 128, 115, 106, 100                     |
| Ali Carter   | 131                                         |
| Ding Junhui  | 116, 113                                    |